# Prostitution au Vietnam
 (juin 2017).
Si vous disposez d'ouvrages ou d'articles de référence ou si vous connaissez des sites web de qualité traitant du thème abordé ici, merci de compléter l'article en donnant les références utiles à sa vérifiabilité et en les liant à la section « Notes et références ».
La prostitution est illégale au Viêt Nam, mais des centaines de milliers de travailleurs du sexe pratiquent leur profession au sein d’une société profondément conservatrice encore dominée par des mœurs confucéennes.
La prostitution est considérée comme un mal social. Il en va de même pour la toxicomanie et l’homosexualité.
Les chercheurs estiment qu’il existe environ 200 000 travailleurs du sexe au Vietnam, à temps plein ou occasionnel, dont jusqu'à 40 pour cent sont soupçonnés d’être séropositifs.
En mars 2011, l’Assemblée nationale du Vietnam introduit la Loi anti-traite (loi numéro 66/2011/QH12 sur la prévention et de la lutte contre la traite). Le Plan d’action nationale pour la traite est accueilli favorablement par les organisations internationales comme un pas positif, car il va au-delà de la lutte contre la traite aux fins d’exploitation sexuelle.

## Histoire

### La colonisation française (1867 – 1954)
La participation française au Vietnam commence après que les Britanniques acquièrent Hong Kong en 1842. La France avait intérêt à transiger dans la région de l’Asie du Sud-Est et envahit le Vietnam en 1867 pour développer une colonie française. Plus tard, en 1887, la France crée l’Union indochinoise qui regroupe les territoires de la Cochinchine, l’Annam, le Tonkin, le Cambodge et le Laos.  
Sous la tutelle de la colonisation française, le milieu urbain s’accroît avec une concentration des pouvoirs administratifs, du commerce, des services financiers ayant pour effet de supplanter la culture paysanne qui était prédominante.  
La croissance de l’urbanisme alimente de nouvelles formes de prostitutions qui servent les hommes français. Au début de la colonisation française, le ratio était de sept hommes pour une femme dans les communautés européennes. Le déséquilibre et l’établissement permanent des soldats français alimentent la croissance de la prostitution locale dans la ville de Saigon.  
Pour protéger les hommes coloniaux contre les maladies transmises sexuellement, le conseil municipal de Hanoï introduit une législation pour régulariser la prostitution en 1888. La législation oblige les prostitués à s’enregistrer auprès de leurs municipalités locales et de subir un examen dans un dispensaire pour dépister les maladies vénériennes.
La fin de la colonisation française en Indochine est marquée par la défaite des Français au combat de Ðiện Biên Phủ en 1954. La politique et l’intervention du militaire des États-Unis remplacent la colonisation française et altèrent la structure de l’industrie commerciale du sexe au Vietnam.

### LesÉtats-Unis(1962 – 1975)
L’implication des Américains dans le sud du Vietnam change drastiquement la politique économique locale, ce qui déclenche des transformations majeures dans l’industrie du sexe. Durant la guerre du Vietnam (1962 à 1975), les États-Unis dépensent plus de 168 millions de dollars américains. L’injection massive de cet argent dans le Vietnam déclenche une croissance à grande échelle de la prostitution qui touche non seulement le Vietnam, mais les pays avoisinants.  
L’urbanisation et les bombardements forcent les villageois à fuir vers la métropole entre 1965 et 1975. Par conséquent, la population de Saïgon augmente d’un demi-million à quatre millions d’habitants. La surpopulation est le facteur principal de la transformation du commerce de sexe.  
L’armée américaine compte sur la prostitution pour aider les soldats américains à combattre les traumatismes vécus sur les champs de bataille. Les soldats qui font la guerre pendant plusieurs mois sont envoyés pour un séjour de repos et de rétablissement dans différentes villes en Asie. Des centaines de salons de massage et de boîtes de nuit attendent les soldats américains pour les divertir par l’entremise d’activités sexuelles.
En 1966, la ville de Saïgon compte plus qu’un millier de bars, des centaines de boîtes de nuit et plusieurs cabarets qui offrent des services sexuels. Plus de 500 000 femmes sont employées par ces commerces.  
Alors que le marché de la prostitution se multiplie, les communistes du Nord travaillent pour abolir toute forme de prostitution en lien avec leurs efforts visant à créer l’équité entre les hommes et les femmes et à incorporer les femmes dans leur armée.

### Le parti communiste (1975 – 1986)
Avec la capture de Saïgon par les communistes en 1975, cet événement marque la réunification du Nord et du Sud et d’un régime autoritaire communiste. Durant la période entre 1975 et 1986, l’État définit la prostitution comme un vestige de l’impérialiste américain et du régime du Sud.  
Sous la campagne « Récupération de la dignité humaine », l’État envoie les prostituées à des écoles organisées par l’union des femmes du Vietnam. Cet endroit permet le traitement des maladies transmises sexuellement, fournit des formations générales pour devenir des travailleuses productives dans la société. Les communistes citent l’absence de la prostitution comme étant un signe du succès attribuable au nouveau régime.

### Le renouveau (1986 – 2006)
La chute de Saïgon et la disparition du 17e parallèle en 1975 marquent la fin de la colonisation des forces étrangères et de l’occupation militaire au Vietnam. L’indépendance du pays ne livre pas la prospérité économique espérée. Le pays demeure pauvre et sous-développé par rapport aux pays occidentaux. En 1986, le gouvernement introduit le programme “Doi Moi” pour libéraliser son économie en permettant le pays de basculer vers un marché socialiste tout en gardant le Parti communiste au pouvoir. 
La normalisation avec la relation des États-Unis en 1995 fournit l’accès au marché américain et à une communauté vietnamienne américaine considérable, appelé Viet kieu. La diaspora vietnamienne à l’étranger et les touristes occidentaux vont retourner au Vietnam en grand nombre. Cet influx de touristes permet d’alimenter l’économie locale et l’industrie du sexe va fleurir de nouveau.
En 2006, les clients payant le plus pour les services sexuels sont les Viet kieu. Cela s’explique par la différence entre leur salaire outremer et le bas salaire des locaux. 

### L’entrée dans l’organisation mondiale du commerce (2006 – actuel)
Le Vietnam est devenu un membre de l'Organisation mondiale du commerce) en janvier 2007 et cette entrée force le pays à se soumettre à des standards soumis par les nations et les institutions internationales. Le Vietnam est identifié comme un pays où le gouvernement ne satisfait pas aux standards minimaux de la loi sur la protection des victimes de la traite. Pour démontrer sa conformité aux exigences et pour attirer les investisseurs potentiels étrangers, le Vietnam criminalise la prostitution.
Avec la crise globale en 2008, les investissements directs à l’étranger (IDE) de l’Ouest n’est plus la source primaire au Vietnam, il est désormais transféré de l’Asie de l’Est et du Sud-est. Ce changement permet au gouvernement communiste d’adopter une approche contradictoire, de réprimer les prostituées de la rue et d’accepter la consommation des travailleuses du sexe commerciales par les hommes d’affaires riches et les élites.
Malgré les efforts de l’état pour mettre en œuvre des peines sévères pour les travailleurs de sexe, le commerce illicite est bien développé dans le monde souterrain des discothèques, des bars, des cafés et des salons de massage. De plus, le travail du sexe est une partie intégrante de l’économie au Vietnam.